# Bảo tàng Tiến hóa của Viện Cổ sinh học thuộc Viện Hàn lâm Khoa học Ba Lan
Bảo tàng Tiến hóa của Viện Cổ sinh học thuộc Viện Hàn lâm Khoa học Ba Lan (tiếng Ba Lan: Muzeum Ewolucji Instytutu Paleobiologii Polskiej Akademii Nauk) là một bảo tàng tọa lạc tại số 1 Quảng trường Defilad, Warsaw, Ba Lan. Bảo tàng bố trí triển lãm bên trong Cung Thanh niên, nằm trong khuôn viên của Cung Văn hóa và Khoa học ở Warsaw. Bảo tàng do Viện Cổ sinh vật học của Viện Hàn lâm Khoa học Ba Lan quản lý.

## Lịch sử
Cuộc triển lãm Khủng long từ sa mạc Gobi được tổ chức trong hội trường của Cung Văn hóa và Khoa học ở Warsaw từ năm 1968 đến năm 1984 theo khởi xướng của Zofia Kielan-Jaworowska. Vào năm 1984, Viện Cổ sinh trực thuộc Viện Hàn lâm Khoa học Ba Lan tiếp quản các phòng triển lãm của Cung Thanh niên từ Viện Động vật học trực thuộc Viện Khoa học Ba Lan và thành lập một chi nhánh của Viện với tên gọi là Bảo tàng Tiến hóa. Một năm sau đó, cuộc triển lãm thường trực Sự tiến hóa trên đất liền được tổ chức. Vào năm 2001, một cuộc triển lãm mới về những khám phá cổ sinh vật học ở làng Krasiejów gần thành phố Opole đã được khai mạc. Sáu năm sau, bảo tàng và Viện Động vật học trực thuộc Viện Hàn lâm Khoa học Ba Lan tổ chức một cuộc triển lãm mới nhằm giới thiệu nhiều loài động vật ăn thịt khác nhau. Năm 2009, bảo tàng ra mắt một cuộc triển lãm về việc rời khỏi đất liền của động vật có xương sống.